# Orinocosa
Orinocosa Chamberlin, 1916 è un genere di ragni appartenente alla famiglia Lycosidae.

## Distribuzione
Le 9 specie note di questo genere sono state reperite in Africa (Egitto, Costa d'Avorio, Uganda e Africa meridionale); in America meridionale (Argentina, Guyana, Paraguay e Perù); e in Iran.

## Tassonomia
Non sono stati esaminati esemplari di questo genere dal 2001.
Attualmente, a luglio 2017, si compone di 9 specie:
1. Orinocosa aymara Chamberlin, 1916[2] — Perù
2. Orinocosa celerierae Cornic, 1976 — Costa d'Avorio
3. Orinocosa guentheri (Pocock, 1899) — Iran
4. Orinocosa hansi (Strand, 1916) — Africa meridionale
5. Orinocosa paraguensis (Gertsch & Wallace, 1937) — Paraguay
6. Orinocosa priesneri Roewer, 1959 — Egitto
7. Orinocosa pulchra Caporiacco, 1947 — Guyana
8. Orinocosa securifer (Tullgren, 1905) — Argentina
9. Orinocosa tropica Roewer, 1959 — Uganda

### Specie trasferite
- Orinocosa oriens Chamberlin, 1924; trasferita al genere Pardosa C.L. Koch, 1847[1].
- Orinocosa stirlingae (Hogg, 1906); trasferita al genere Tasmanicosa Roewer, 1959